# Pilea effusa
Pilea effusa är en nässelväxtart som beskrevs av H. Winkl.. Pilea effusa ingår i släktet pileor, och familjen nässelväxter. Inga underarter finns listade i Catalogue of Life.